# Eustictus minimus
Eustictus minimus är en insektsart som beskrevs av Knight 1925. Eustictus minimus ingår i släktet Eustictus och familjen ängsskinnbaggar. Inga underarter finns listade i Catalogue of Life.